# Crave
Crave – utwór muzyczny, wykonywany w duecie przez amerykańską piosenkarkę Madonnę i amerykańskiego rapera Swae Lee, pochodzący z czternastego albumu studyjnego Madonny, Madame X (2019). 10 maja 2019 roku został wydany przez wytwórnię Interscope Records na drugim promującym go singlu.

## Powstanie i wydanie
„Crave” był jednym z pierwszych utworów, który pisała Madonna w trakcie tworzenia albumu Madame X. Artystka zaprzestała pracę nad nim po rozpoczęciu współpracy z portugalskimi muzykami, jednak później powróciła do piosenki.

Uznałam, że skoro piosenka jest o pożądaniu i tęsknocie, to muszę ją zaśpiewać z mężczyzną. Podobał mi się ton jego głosu [Swae Lee], więc zaprosiłam go do nagrania. Uważam, że jest naprawdę utalentowany. Pisze świetne piosenki, świetnie śpiewa, jest uroczy i ma w sobie dobrą energię.

Premiera „Crave” odbyła się 10 maja 2019 roku. Utwór został wydany w sprzedaży cyfrowej i serwisach streamingowych na drugim singlu promującym album Madame X. 10 dni później utwór wydano w Stanach w formacie adult contemporary. 2 sierpnia utwór rozesłano do włoskich stacji radiowych. Tego samego dnia został również wydany remiks MNEKa, a 25 października oraz 15 listopada zostały wydane różne remiksy utworu

## Teledysk
Teledysk „Crave” ukazał się 22 maja 2019 i był wyreżyserowany przez Nuno Xico.

## Odbiór

### Krytyczny
El Hunt napisała w recenzji dla NME: „Choć auto-tune w wokalach Madonny, wyprodukowanych przez Mike’a Deana, może wywołać kontrowersje w tawernie, «Crave» w jakiś sposób nawiązuje do tradycyjnej, lizbońskiej muzyki fado. Być może Madonna nie wzruszy swoim melancholijnym nastojem publiczności na miejscowym miejskim placu, jest w «Crave» jednak pewna wrażliwość, związana ze zrezygnowaną i fatalną postawą pokolenia”. Mike Wass z portalu Idolator ocenił: „Piosenka, utrzymana w średnim tempie, jak seksowna (…). Duet przypomina czasy Hard Candy, ale tutaj nastrój jest łagodniejszy i bardziej romantyczny”. Rob Arcand ze „Spin” napisał: „Duet zdaje się odstawać charakterami, ale – co zaskakujące – świetnie do siebie pasuje”.

### Komercyjny
„Crave” zadebiutowało na 19. pozycji listy magazynu Billboard Adult Contemporary 8 czerwca 2019, co jest najwyższym debiutem Madonny w tym notowaniu. Również jest to jej pierwsza piosenka, która uplasowała się na tej liście w tej dekadzie od „Ghosttown” (2015). W następnym tygodniu piosenka uplasowała się na miejscu 15. 3 sierpnia piosenka uplasowała się na miejscu 11. na tej liście, stając się największym hitem piosenkarki w tym notowaniu od „Frozen” (1998). „Crave” od października 2019 plasowało się w notowaniu Dance Club Songs i 16 listopada stało się 49. numerem jeden Madonny w tym notowaniu. Utwór również uplasował się na 34. miejscu w liście Adult Top 40.
W Wielkiej Brytanii utwór uplasował się na 49. miejscu na liście najbardziej pobieranych piosenek oraz 51. na liście najbardziej kupowanych piosenek. „Crave” zajęło 22. miejsce w Chinach, 23. we Francji, 38. na Węgrzech 64. w Szkocji oraz 19. w szwedzkiej liście Heatseeker.

## Lista utworów
| Digital download / media strumieniowe | Digital download / media strumieniowe | Digital download / media strumieniowe |
| Nr                                    | Tytuł utworu                          | Długość                               |
| ------------------------------------- | ------------------------------------- | ------------------------------------- |
| 1.                                    | „Crave” (z Swae Lee)                  | 3:21                                  |
|                                       |                                       | 3:21                                  |

| Digital download / media strumieniowe (remiks MNEKa) | Digital download / media strumieniowe (remiks MNEKa) | Digital download / media strumieniowe (remiks MNEKa) |
| Nr                                                   | Tytuł utworu                                         | Długość                                              |
| ---------------------------------------------------- | ---------------------------------------------------- | ---------------------------------------------------- |
| 1.                                                   | „Crave” (MNEK Remix (ze Swae Lee)                    | 3:34                                                 |
|                                                      |                                                      | 3:34                                                 |

| Digital download / media strumieniowe (remiksy - część 1) | Digital download / media strumieniowe (remiksy - część 1)      | Digital download / media strumieniowe (remiksy - część 1) |
| Nr                                                        | Tytuł utworu                                                   | Długość                                                   |
| --------------------------------------------------------- | -------------------------------------------------------------- | --------------------------------------------------------- |
| 1.                                                        | „Crave” (Tracy Young Dangerous Remix) (ze Swae Lee)            | 4:47                                                      |
| 2.                                                        | „Crave” (Tracy Young Dangerous Radio Edit) (ze Swae Lee)       | 3:23                                                      |
| 3.                                                        | „Crave” (Benny Benassi & BB Team Extended Remix) (ze Swae Lee) | 4:51                                                      |
| 4.                                                        | „Crave” (Benny Benassi & BB Team Radio Edit) (ze Swae Lee)     | 3:19                                                      |
| 5.                                                        | „Crave” (RNG Club Remix) (ze Swae Lee)                         | 6:38                                                      |
| 6.                                                        | „Crave” (Otto Benson Remix) (ze Swae Lee)                      | 4:22                                                      |
| 7.                                                        | „Crave” (Twisted Dee & Diego Fernandez Remix) (ze Swae Lee)    | 7:17                                                      |
| 8.                                                        | „Crave” (Dan De Leon & Anthony Griego Remix) (ze Swae Lee)     | 7:12                                                      |
|                                                           |                                                                | 41:49                                                     |

| Digital download / media strumieniowe (remiksy - część 2) | Digital download / media strumieniowe (remiksy - część 2)  | Digital download / media strumieniowe (remiksy - część 2) |
| Nr                                                        | Tytuł utworu                                               | Długość                                                   |
| --------------------------------------------------------- | ---------------------------------------------------------- | --------------------------------------------------------- |
| 1.                                                        | „Crave” (Thomas Gold Extended Remix) (ze Swae Lee)         | 3:51                                                      |
| 2.                                                        | „Crave” (DJLW Remix) (ze Swae Lee)                         | 6:17                                                      |
| 3.                                                        | „Crave” (Boris Remix) (ze Swae Lee)                        | 7:59                                                      |
| 4.                                                        | „Crave” (Mike Cruz Club Remix) (ze Swae Lee)               | 7:29                                                      |
| 5.                                                        | „Crave” (Joe Gauthreaux & Leanh Radio Edit) (ze Swae Lee)) | 3:10                                                      |
|                                                           |                                                            | 28:46                                                     |

## Personel
- Madonna – wokalistka, tekściarka, kompozytorka, producentka
- Swae Lee – wokalista, tekściarz, kompozytor
- Brittany Hazzard – tekściarka, kompozytorka
- Mike Dean – producent
- Billboard – producent

Źródło:.

## Notowania
| Terytorium        | Notowanie (2019)            | Najwyższa pozycja | Przypis |
| ----------------- | --------------------------- | ----------------- | ------- |
| Chiny             | China Airplay Chart         | 22                | [ 20 ]  |
| Francja           | Top Singles Téléchargés     | 23                | [ 21 ]  |
| Stany Zjednoczone | Adult Contemporary          | 11                | [ 14 ]  |
| Stany Zjednoczone | Adult Top 40                | 34                | [ 17 ]  |
| Stany Zjednoczone | Dance Club Songs            | 1                 | [ 27 ]  |
| Szkocja           | Scottish Singles Chart      | 64                | [ 23 ]  |
| Szwecja           | Veckans Heatseeker          | 19                | [ 24 ]  |
| Węgry             | Single (track) Top 40 lista | 38                | [ 22 ]  |
| Wielka Brytania   | UK Download Chart           | 49                | [ 18 ]  |
| Wielka Brytania   | UK Sales                    | 51                | [ 19 ]  |

## Historia wydania
| Obszar            | Data                      | Format                                | Wersja                     | Wytwórnia  | Przypis |
| ----------------- | ------------------------- | ------------------------------------- | -------------------------- | ---------- | ------- |
| Cały świat        | 10 maja 2019(dts)         | digital download · media strumieniowe | oryginał                   | Interscope | [ 2 ]   |
| Stany Zjednoczone | 20 maja 2019(dts)         | adult contemporary                    | oryginał                   | Interscope | [ 3 ]   |
| Włochy            | 2 sierpnia 2019(dts)      | contemporary hit radio                | oryginał                   | Interscope | [ 4 ]   |
| Cały świat        | 2 sierpnia 2019(dts)      | digital download · media strumieniowe | remiks MNEKa               | Interscope | [ 5 ]   |
| Cały świat        | 16 października 2019(dts) | digital download · media strumieniowe | remiksy różnych remikserów | Interscope | [ 6 ]   |
| Cały świat        | 15 listopada 2019(dts)    | digital download · media strumieniowe | remiksy różnych remikserów | Interscope | [ 7 ]   |